# Amys vilje
Amys vilje er en dansk dokumentarfilm fra 2019 instrueret af Katrine W. Kjær.

## Handling
En intim karakterdreven historie om de personlige konsekvenser, som et systematisk svigt i det internationale adoptionssystem har, set gennem en ung piges personlige kamp for retfærdighed og jagt på at generobre sin identitet.